# Doha Challenger
Il Doha Challenger è stato un torneo professionistico di tennis giocato su campi in cemento. Faceva parte dell'ATP Challenger Series. L'unica edizione si è disputata a Doha in Qatar.

## Albo d'oro

### Singolare
| Anno | Campione         | Finalista        | Punteggio        |
| ---- | ---------------- | ---------------- | ---------------- |
| 2005 | Olivier Patience | Julien Benneteau | 2–6, 6–4, 7–6(5) |

### Doppio
| Anno | Campioni                   | Finalisti                      | Punteggio |
| ---- | -------------------------- | ------------------------------ | --------- |
| 2005 | Łukasz Kubot Oliver Marach | Aleksej Kedrjuk Orest Tereščuk | 6–4, 6–1  |